# Стропков
Стропков (Стропків) (словац. Stropkov) — місто в Словаччині, Стропковському окрузі Пряшівського краю. Розташоване на півночі східної Словаччини, у Низьких Бескидах над рікою Ондавою, переважно на її лівому березі. До 1940-их pp. Стропков був повітовим містом (окружний центр), з 1996 року знову адміністративний центр новоствореного Стропковського округу. Місто має дві міські частини Бокшу та Ситник, які дотепер мають сільський вид, у минулому це були самостійні села. Ситник із містом злився давніше, Бокшу приєднано в 1964 році.

## Історія
Вперше згадується у 1245 році.

## Економіка
Машинобудів. завод «Ково-Сіпокс» (словац. Kovo-Sipox) і електротехн. промсть- завод «Тесла» (словац. Tesla), СТРОПТЕЛ (словац. STROPTEL).

## Пам'ятки
Біля міста- руїни фортеці з 1411 р., в місті є залишки Стропковської фортеці в будівлі замку, який був колись частиною фортеці, в 1711 р. перебудований.

### Храми
- римо-католицький парафіяльний костел Найсвятішої Тіла і Крові Христа з кінця 15 століття в стилі пізньої готики не зберігся у первісному вигляді, у 1675 суттєво перебудований як прибудова до готичної каплиці фортеці з 14 століття, з 1963 року національна культурна пам'ятка,
- римо-католицький костел Найсвятішої Трійці з монастирем францисканців з 1675 року в стилі раннього бароко, кілька разів перебудований, в кінці 18 століття в стилі класицизму, з 1963 року національна культурна пам'ятка,
- греко-католицька церква святих Петра і Павла з 1774 року в стилі бароко-класицизму в частині Бокша,
- римо-католицький костел Діви Марії, Королеви Спокою з 20 століття у частині Ситник,
- православна церква святих рівноапостолів Кирила і Мефодія з 1945 року в історичному стилі,
- греко-католицька церква святого Архангела Михайла з 21 століття в частині Бокша,
- греко-католицька церква блаженного ієромученика Василя Гопка з 2013 року, тзв. візантійського типу,
- греко-католицька церква святих Кирила і Мефодія з 21 століття,
- православна церква з 21 століття,

## Населення
| Рік:            | 1993   | 2003    | 2013    | 2023    |
| --------------- | ------ | ------- | ------- | ------- |
| Кількість осіб: | 10 303 | 10 815  | 10 837  | 9788    |
| Різниця:        |        | +4,96 % | +0,20 % | -9,67 % |

| Рік:            | 2022 | 2023    |
| --------------- | ---- | ------- |
| Кількість осіб: | 9883 | 9788    |
| Різниця:        |      | -0,96 % |

У місті проживає 10 833 чол.
Національний склад населення (за даними останнього перепису населення — 2001 року):
- словаки- 92,16 %
- цигани (роми)- 3,48 %
- русини- 1,92 %
- українці- 0,68 %
- чехи- 0,35 %
- поляки- 0,10 %
- угорці- 0,06 %
- німці- 0,01 %

Склад населення за приналежністю до релігії станом на 2001 рік:
- римо-католики- 61,93 %,
- греко-католики- 26,95 %,
- православні- 5,23 %,
- протестанти (еванєлики)- 0,47 %,
- гусити- 0,03 %,
- не вважають себе віруючими або не належать до жодної вищезгаданої церкви- 5,08 %